# The Order of the Stick
The Order of the Stick är en amerikansk webbserie skapad av Rich Burlew, en amerikansk rollspelare och tillika spelkreatör.
Seriens rollfigurer är streckgubbar, ”stick figures”, vilket ger gruppens dess karakteristiska namn.

## Medlemmar
- Roy Greenhilt, en 29-årig veteranfighter, Roy anlitade de andra för att döda Xykon och skapade därigenom orden, och blev dess ledare. Roy är den totala motsatsen till den traditionella (inom rollspelsvärlden) "dumma krigare"-klichén.
- Haley Starshine
- Durkon Thundershield
- Elan
- Belkar Bitterleaf
- Vaarsuvius

## Antagonister
- Xykon
- Redcloak
- The thing in the Darkness
- The Linear Guild
- Miko Miyazaki
- The Snarl

## Övrigt
Även om serien från början enbart var en webbserie, har serien även publicerats som böcker på grund av dess popularitet, inte bara inom rollspelsvärlden, utan även inom andra kretsar. Det har även utgivits ett brädspel "The Order of the Stick Adventure Game: The Dungeon of Dorukan". 

### Böcker hittills utgivna i serien
-1 Start of Darkness

0 On the origin of PC:s

1 Dungeon crawling fools

2 No cure for the paladin blues

3 War and XPs

4 Don't Split the Party
5 Blood runs in the family

D Snips, Snails and Dragon Tales